# 紅葉山 (東京都)

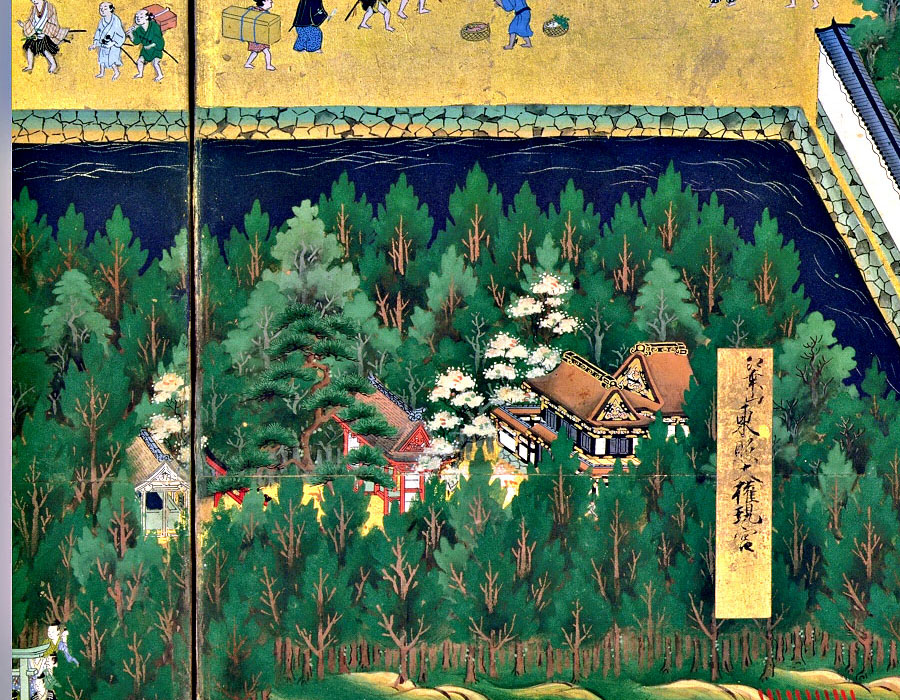
紅葉山東照宮（『江戸図屏風』）

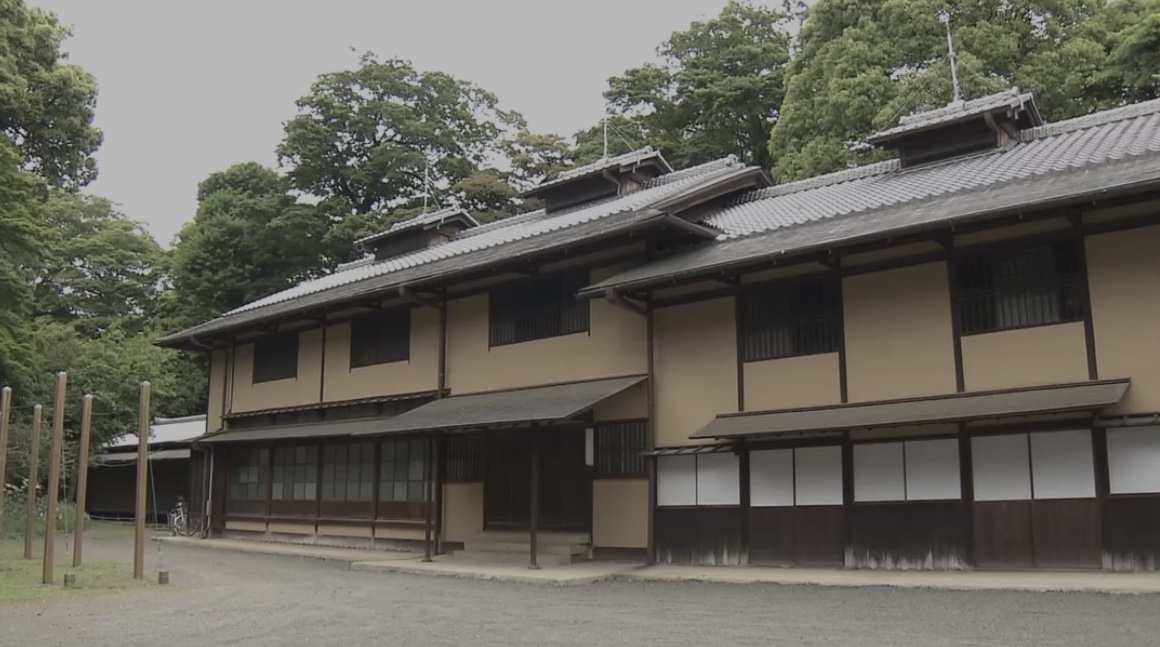
紅葉山御養蚕所。紅葉山東照宮の跡に建つ。

紅葉山（もみじやま・楓山）とは、江戸城の西丸の東北にある丘。本丸と西丸のほぼ中間にあたる。古くは「鷲の森」とも呼ばれた。現在は東京都千代田区に属し、皇居を構成する一部となっている。

## 概要
紅葉山は太田道灌の江戸城築城以前から存在し、元は古墳であったとする説もあるが確証はない。また、目青不動（最勝寺）は、元は紅葉山にあったものが道灌の江戸城築城時に城外に移されたと言われている。その後は日枝神社が置かれたが、江戸幕府による江戸城改築によりこれも城外に遷座した。
久能山東照宮や日光東照宮の設立とほぼ同時期の元和4年（1618年）、江戸幕府は紅葉山にも徳川家康の廟所（東照宮）を置いた（紅葉山東照宮）。以後、家康の命日である4月17日には、幕府の公式行事として将軍が紅葉山の東照宮を参詣する「紅葉山御社参」が行われた。また、秀忠以後の歴代将軍の廟所も紅葉山に併設され、「紅葉山御社参」などの重要行事で演奏する雅楽を掌る楽所も設置されていた。ほか、寛永16年（1639年）には城内の文庫が富士見亭から紅葉山に移転・整備され、「紅葉山文庫」と称された。
紅葉山に関わる幕府の役職としては、警備・防災のための紅葉山火之番（留守居→寺社奉行支配）、霊廟の管理を行う紅葉山坊主、楽所の管理と演奏を行う紅葉山楽人、東照宮や各将軍の霊廟を掃除する紅葉山掃除之者、紅葉山文庫の蔵書を管理する書物奉行が置かれていた。
幕末、江戸開城により紅葉山も併せて皇城（皇居）の一部となり、明治政府は徳川家達に命じて東照宮はじめ徳川家の廟所を撤廃させた。紅葉山文庫の蔵書も明治政府に接収され、後に内閣文庫の一部になった。大正3年（1914年）、紅葉山東照宮の跡地に紅葉山御養蚕所が設置されて現在も用いられている。ほか、上野東照宮の池の端の参道にある石鳥居は、紅葉山東照宮跡地から移築されたものである。
1944年（昭和19年）7月13日、宮内省防空委員会は紅葉山防空壕の築造につき協議。同年9月18日、宮内大臣が地下工事について奏上を行っている。